# كراتيفة أوربانية
كراتيفة أوربانية (الاسم العلمي:Crateva urbaniana) هي نوع من النباتات تتبع جنس الكراتيفة من الفصيلة القبارية.